# Juan José Rosón Pérez
Juan José Rosón Pérez (Becerreá, Galícia 1933 - Madrid 1986) fou un polític espanyol, que fou Ministre de l'Interior entre 1980 i 1982.

## Biografia
Va néixer el 1933 a la població de Becerreá, petit municipi situat a la província de Lugo. Va estudiar ciències polítiques i econòmiques a la Universitat de Madrid, i posteriorment exercí la docència a l'Escola Oficial de Radiodifusió i de Televisió.
Entre 1962 i 1964 fou Secretari General del Sindicat Espanyol Universitari (SEU), moment en el qual passà a ser Director Coordinador i Secretari General de Televisió Espanyola (TVE), càrrec que va desenvolupar fins al 1970. Posteriorment entre gener i novembre de 1974 fou Director General de Radiotelevisió Espanyola (RTVE). Conseller de l'Agència EFE durant el seu mandat a TVE també fou president del Sindicat Nacional de Ràdio i Televisió.

## Activitat política
L'any 1976 fou nomenat Governador Civil de la província de Madrid, càrrec que va desenvolupar fins al maig de 1980.
En la remodelació del govern realitzat el 3 de maig de 1980 per part d'Adolfo Suárez fou nomenat Ministre de l'Interior, càrrec que ocupà fins al final de la I Legislatura i en el qual fou confirmat per Leopoldo Calvo-Sotelo. Com a ministre d'Interior als governs de UCD de la segona legislatura, el seu paper va ser clau en la dissolució d'ETA pm VII Assemblea i en la reinserció dels seus membres.